# エルツ城
エルツ城（ドイツ語: Burg Eltz）は、ドイツ連邦ラインラント＝プファルツ州トリーアとコブレンツの間、モーゼル川沿いのアイフェル山地の上に建っている中世の城である。12世紀にそこに住んでいたエルツ家(en)の一族が33代にわたって代々所有し続けてきた。
ビュレスハイム城、エルツ城、リッシンゲン城は、ラインラント＝プファルツ州のライン川の左岸にある城で、一度も破壊されたことが無い。
ノイシュバンシュタイン城、ホーエンツォレルン城とともに、ドイツ3大美城に数えられる。

## 解説

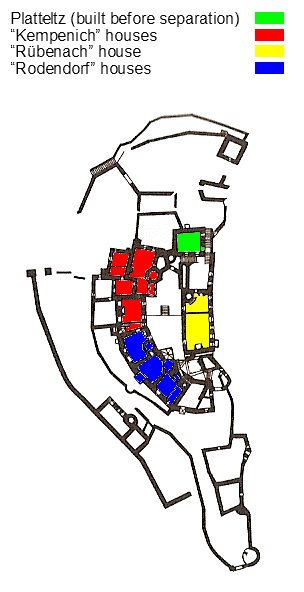
エルツ城の図解

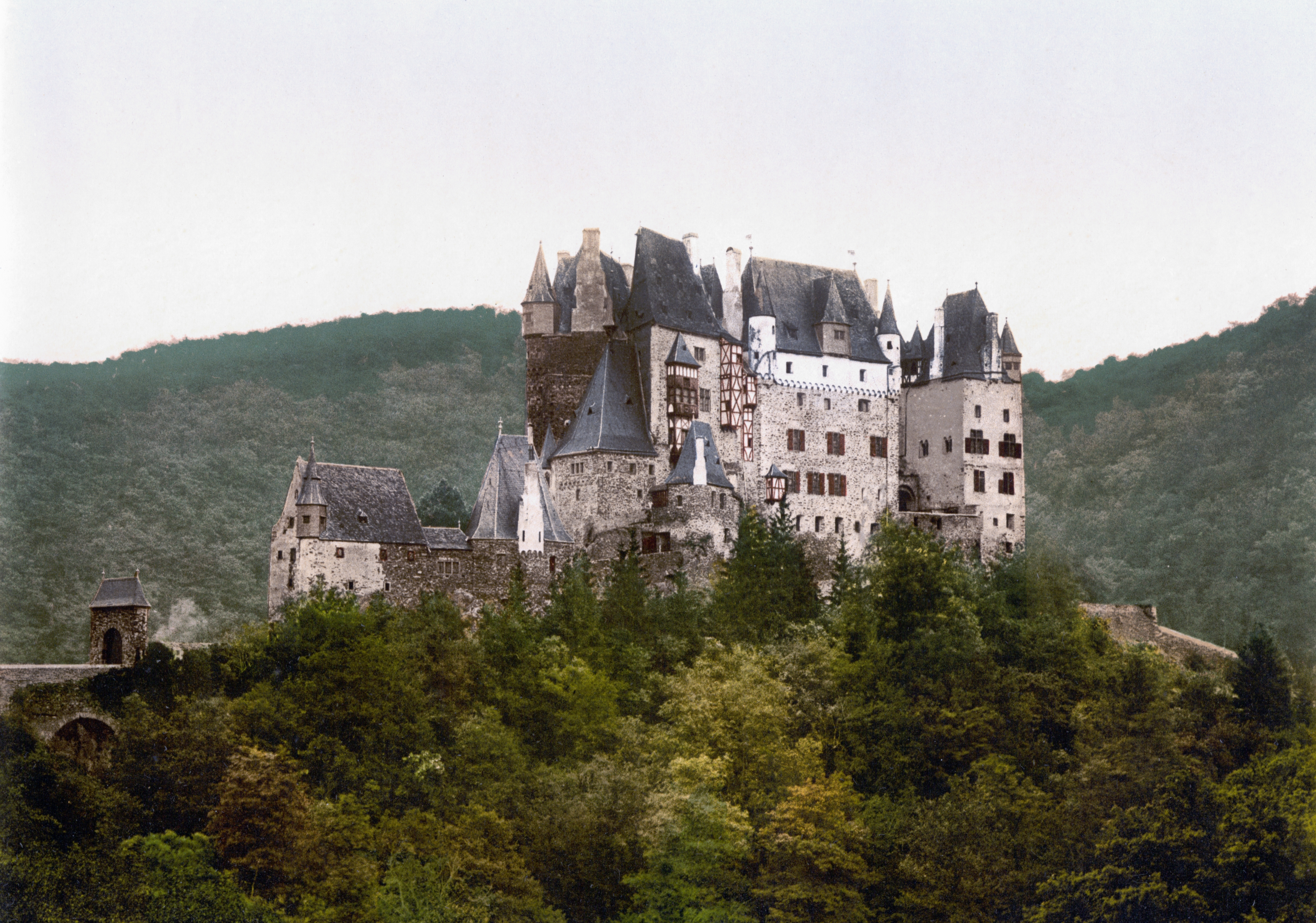
1900年のエルツ城

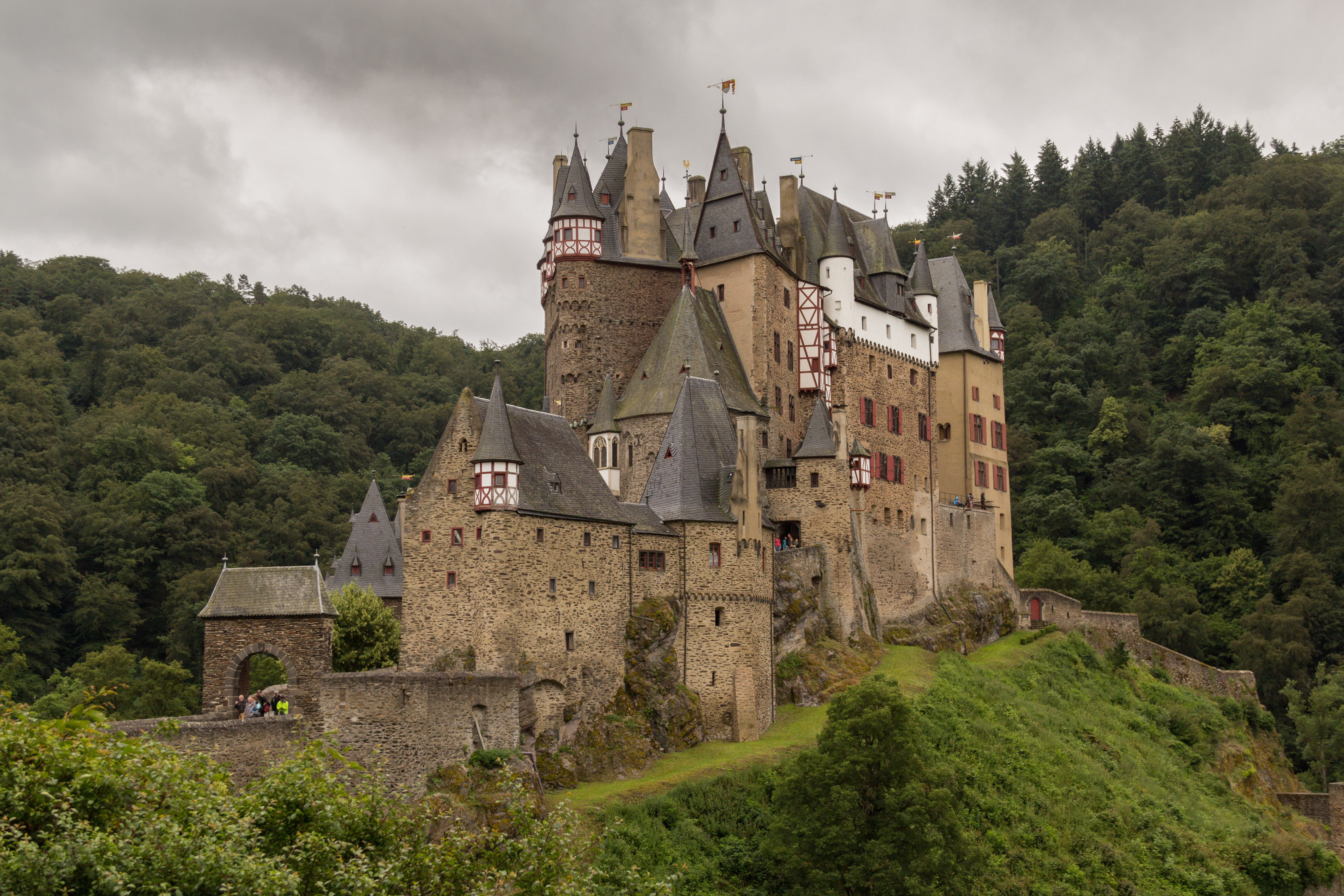
2016年のエルツ城

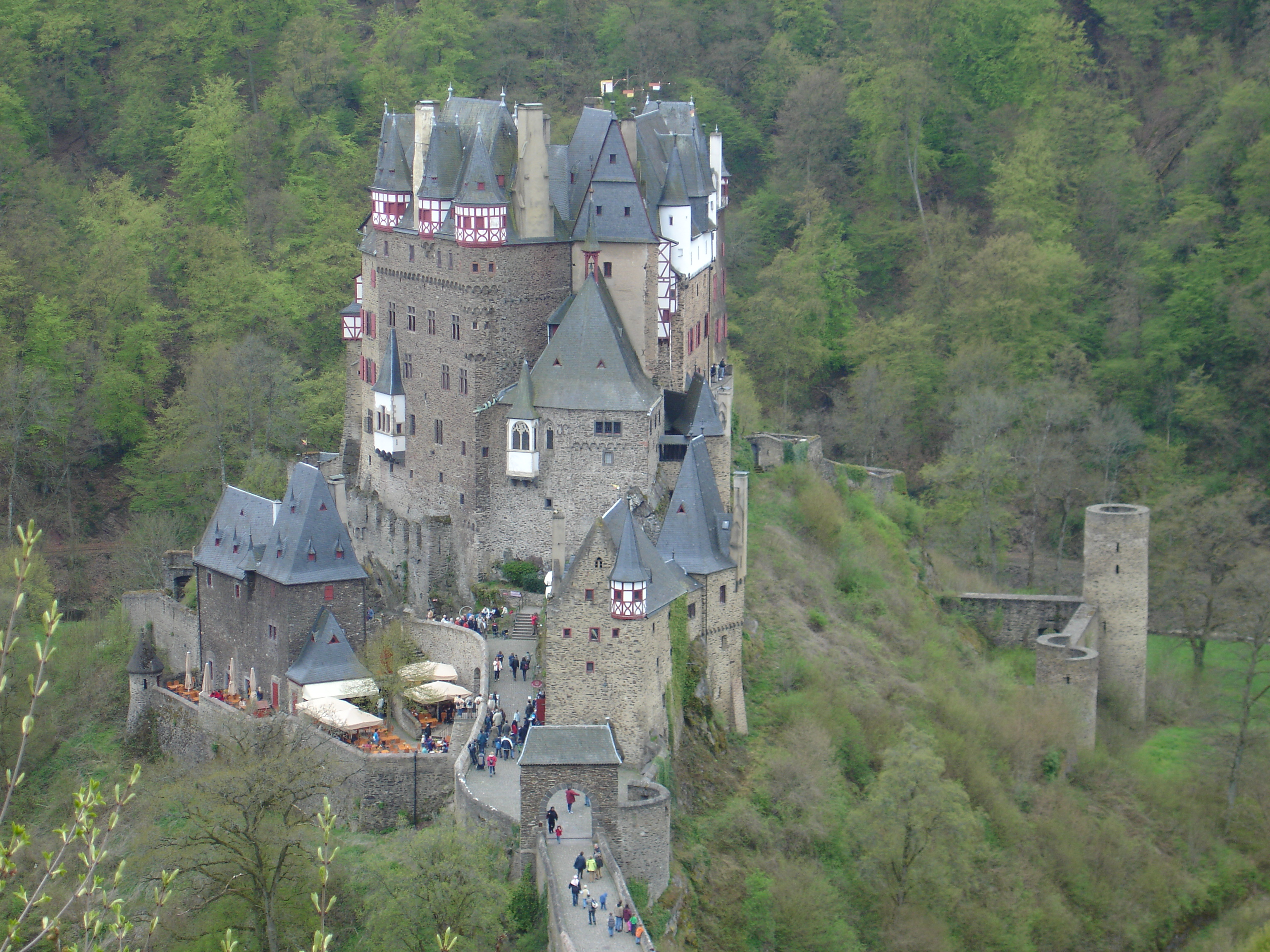
入口方向からの眺め

この城はいわゆるGanerbenburgで、要するに同族の分家や別の家が共同相続人として共同管理している城である。神聖ローマ帝国のいくつかの地域では、相続法によって、すべての後継者の間で財産を分与する事になっていた。これらの後継者は、個々の継承分が小さすぎて自分の城を造ることが出来なかったが、共同管理という形で城を建てることは可能であった。
エルツ家は3つの分家で構成され、既存の城を3つの別々の建物の複合体として拡張していった。城の主要部分は家族の居住部分であり、所有者の約100人が100以上の部屋に住んでいた。城は8階建で、それらの八つの塔は30 ～40 mあった。

## 歴史
Platt eltzは、ロマネスク様式の天守で、城の最古の部分であり、9世紀に土の塀を持つ単純な荘園として始まった。1157年において、この城はモーゼル谷とアイフェル地方からの貿易ルートに位置し、神聖ローマ皇帝フリードリヒ1世の治める帝国の重要な地域であった。
1472年、Rübenach ハウスが後期ゴシック様式で建て、完成させた。注目すべきは、RübenachLower Hallというリビングルームと、Rübenach 家の寝室にある絢爛な飾り壁である。
1490年から1540年の間に、Rodendorf ハウスもまた後期ゴシック様式に変えた。
1604年から1661年までに、Kempenich ハウスが建てられた。この家は、他の家では1階か2階にのみ暖房できる部屋が置かれるが、各部屋に暖房が置かれた。
1563年、エルツ家とRodendorf家が結婚によって統合された。

### 大同盟戦争
1688年から1689年までの大同盟戦争でライン地方の多くの城が破壊された。しかし、エルツ家出身のHans Anton zu Eltz-Üttingenが、フランス軍の上級将校であったため、エルツ城は破壊を免れた。フランス統治時は、城と関連物件はコブレンツ司令部の物となった。後に、Hugo Philipp zu Eltz伯爵の下に財産が戻り、1815年にRübenach ハウスを購入し、以後は個人が所有する城となった。

### 19世紀
Karl zu Eltz伯爵が、1845年から1888年の間に城の修復に大きく投資した。その額は、今日の貨幣価値で約800万ユーロに相当する。

### 1920年の火災
1920年9月20日にKempenich ハウスの南側で火災が発生し、Kempenich ハウスだけでなく教会部やRodendorf ハウスなどが被害に遭い大規模な修復作業が必要になった。1930年に修復（Kempenich ハウス）と再建工事（教会とRodendorfハウス）が完了した。

### 20世紀以降
2009年から2012年にかけて、改装費用として合計440万ユーロを要する大規模な修復工事が行われた。この改装費用には、200万ユーロのドイツ連邦の助成金のほか、追加で州や、記念碑保護のためのドイツ財団などからも補助金が出た。
- 1977年にドイツ連邦郵便で発行された普通切手シリーズ「要塞と城（de）」に選ばれた。
- ドイツマルク紙幣の図柄にも使用された

## ギャラリー

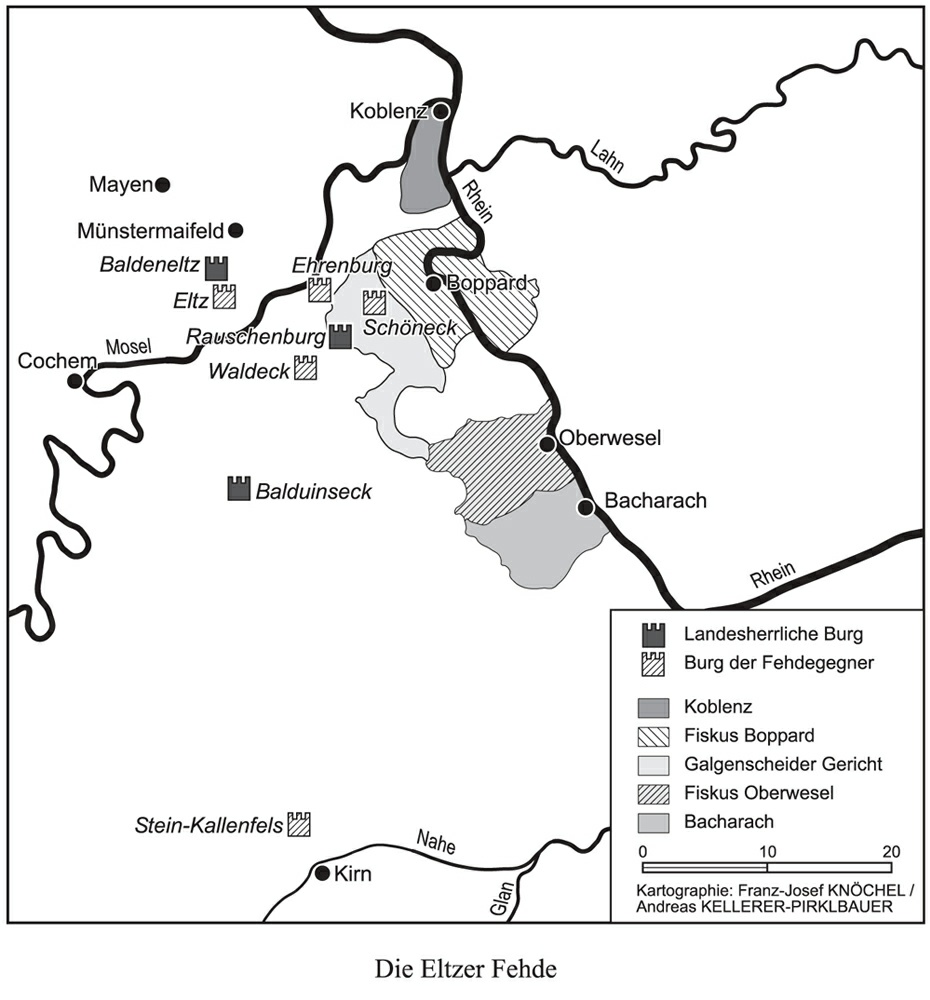
周辺地図
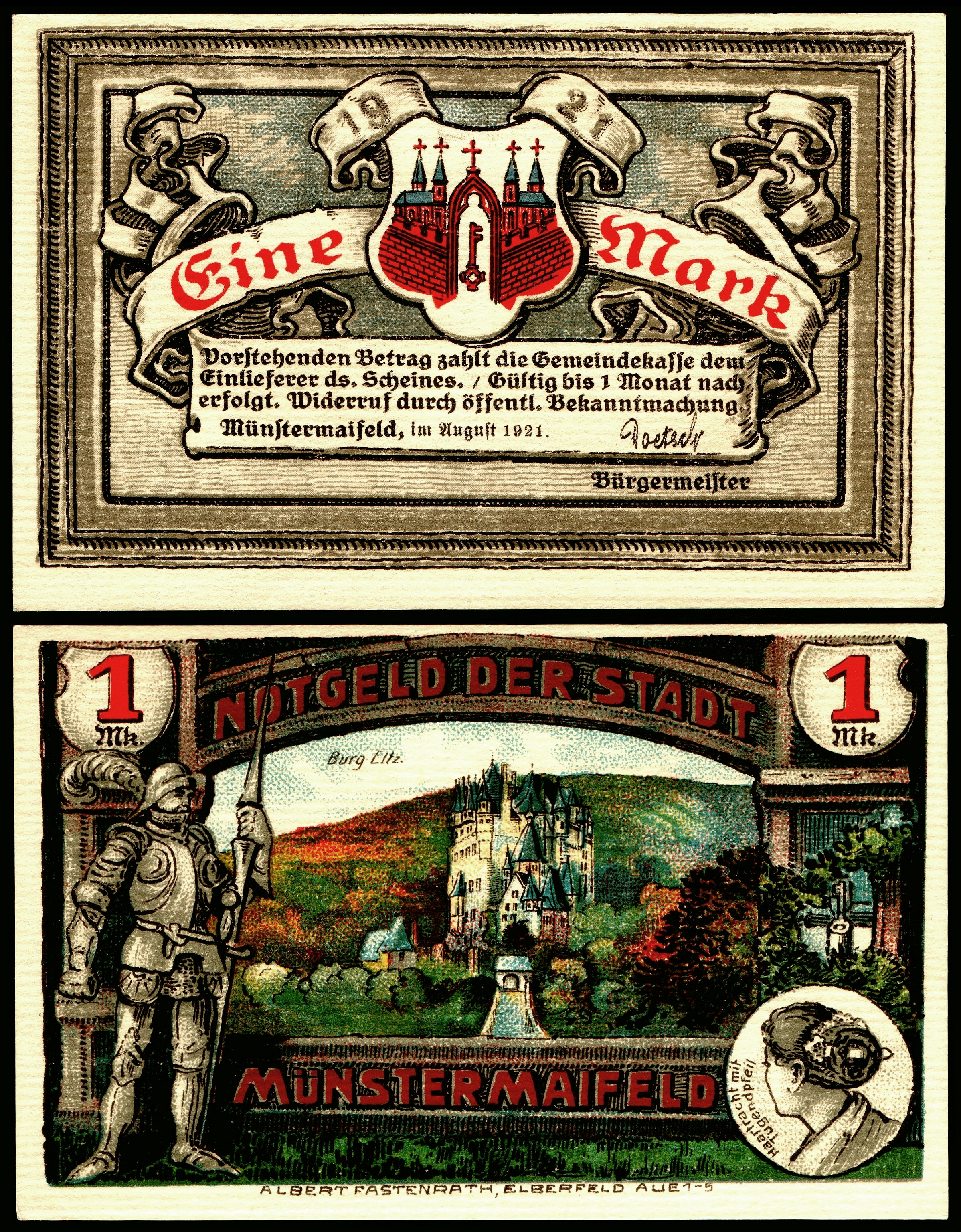
1921年のミュンスターマイフェルトの1マルク紙幣（ノートゲルト）
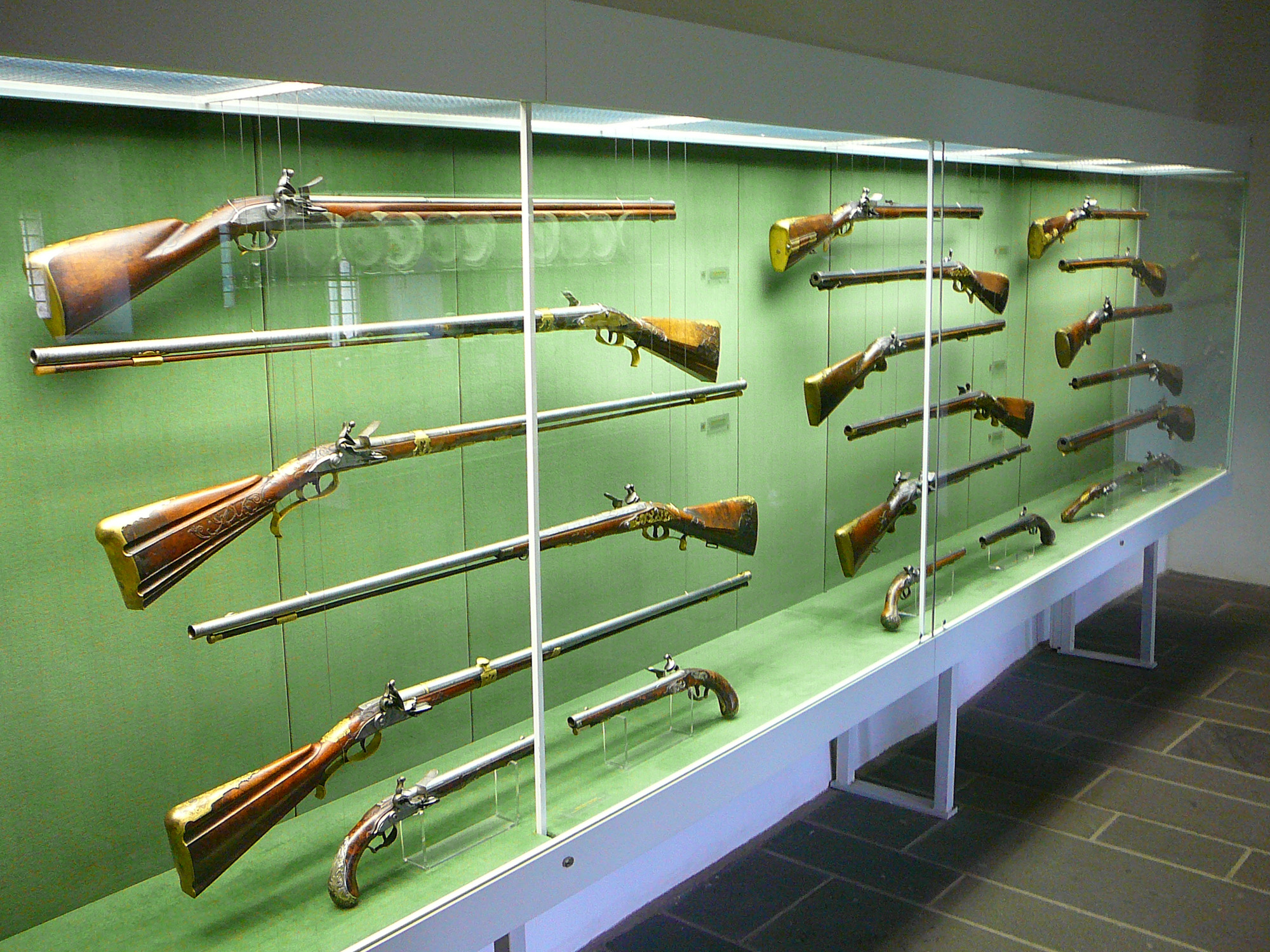
博物館の展示の様子
ドイツの交通標識 Nr. 386.1観光案内の例としてドイツ道路交通規則（StVO）で使用された。